# Schron z Balkonem
Schron z Balkonem – jaskinia, a właściwie schronisko, w Dolinie Miętusiej w Tatrach Zachodnich. Wejście do niej położone jest w zachodnim zboczu Doliny Mułowej, na wysokości 1782 metrów n.p.m. Długość jaskini wynosi 10 metrów, a jej deniwelacja 6 metrów.

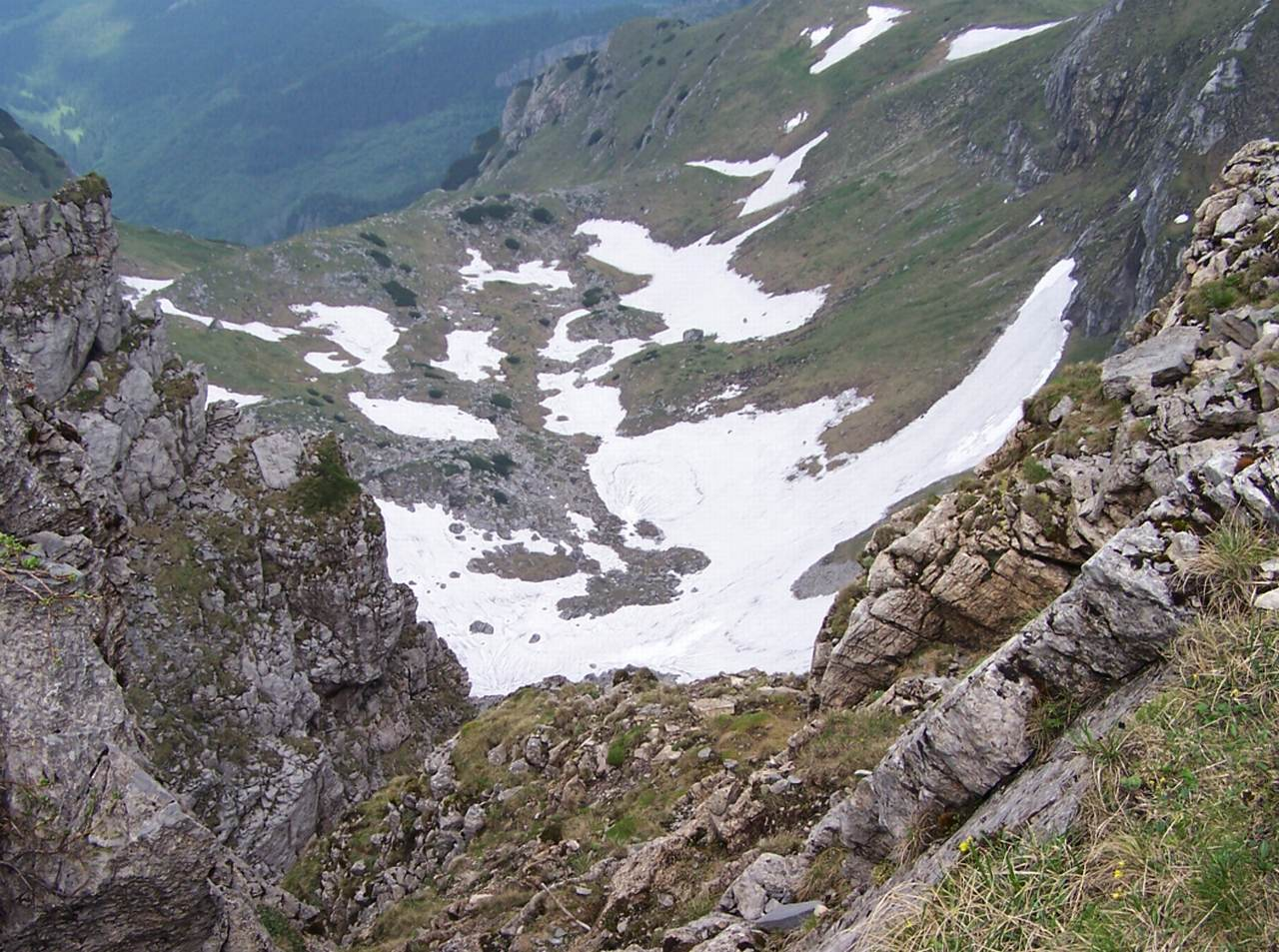
Dolina Mułowa

## Opis jaskini
Jaskinię stanowi idący w dół korytarz zaczynający się w obszernym otworze wejściowym z okapem, a kończący dwiema ciasnymi szczelinami. Na jednej ze ścian znajduje się występ skalny w kształcie balkonu, stąd jej nazwa.

## Przyroda
W jaskini brak jest nacieków. Ściany są wilgotne, rosną na nich mchy, glony i porosty.

## Historia odkryć
Jaskinia była prawdopodobnie znana od dawna. Jej pierwszy plan i opis sporządziła I. Luty przy współpracy A. Czernego i M. Kropiwnickiej w 1977 roku.